# Amor platônico
Amor platônico (português brasileiro) ou Amor platónico (português europeu) na acepção vulgar, a ligação amorosa entre duas pessoas onde não há qualquer tipo de interesse envolvido; sobretudo interesse sexual.
Esta definição, contudo, difere da concepção mesma do amor ideal de Platão, o filósofo grego da antiguidade, que concebera o Amor como algo essencialmente puro e desprovido de paixões, ao passo que estas são essencialmente cegas, materiais, efêmeras e falsas. O Amor, no ideal platônico, não se fundamenta num interesse (mesmo o sexual), mas na virtude que possibilita sempre uma nova chance de recomeçar. O amor platônico se contrapõe ao amor carnal, que busca primordialmente a satisfação sexual.

## Histórico

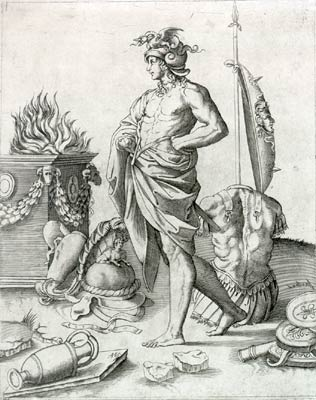
Alcibíades – discípulo de Sócrates, a quem este dedicava especial predileção, exemplo clássico do amor platônico

O termo "Amor platonicus" foi, pela primeira vez, utilizado no século XV pelo filósofo neoplatônico florentino, Marsilio Ficino, como um sinônimo de "amor socrático"
Ambas as expressões significam um amor centrado na beleza do caráter e na inteligência de uma pessoa, em detrimento dos atributos físicos. Referem-se ao laço especial de afeto entre dois homens a que Platão se tinha referido num de seus diálogos, exemplificando-o com o afeto que havia entre Sócrates e os discípulos, em particular entre Sócrates e Alcibíades.
A expressão ganhou nova acepção com a publicação da obra de Sir William Davenant, "Platonic Lovers" ("Amantes platônicos" - 1636), onde o poeta inglês baseia-se na concepção de amor original de Platão, do amor como sendo direcionado à Ideia do Bem, que é raiz de todas as virtudes e da Verdade.

## Filosofia
O amor platônico é examinado no diálogo de Platão, O Banquete, que tem como tema o assunto do Amor ou Eros em geral. Ele explica as possibilidades de como o sentimento de amor começou e como ele evoluiu - tanto sexual quanto não sexualmente. De particular importância é o discurso de Sócrates, que atribui à profetisa Diotima de Mantineia uma ideia do amor platônico como um meio de ascensão à contemplação do divino. O passo dessa subida é conhecido como "Escada do Amor". Para Diotima, e para Platão em geral, o uso mais correto do amor dos seres humanos é direcionar a mente para o amor à divindade. Sócrates define amor com base em classificações separadas de gravidez (gerar filhos): gravidez do corpo, gravidez da alma e conexão direta com o Ser. A gravidez do corpo resulta em crianças humanas. A gravidez da alma, o próximo passo no processo, produz "virtude" - que é a alma (verdade) se traduzindo em forma material.
"[...] virtude para os gregos significa auto-igualdade [...] nos termos de Platão, Ser ou ideia."(106)

### Eros
Em suma, com o genuíno amor platônico, a pessoa bonita ou o outro amável inspira a mente e a alma e direciona a atenção para as coisas espirituais. Pausânias, no Banquete de Platão (181b-182a), explicou dois tipos de amor ou Eros - Eros vulgar ou amor terreno e Eros divino ou amor divino. O Eros vulgar não passa de mera atração material em direção a um corpo bonito para prazer e reprodução físicos. O Eros Divino começa a jornada da atração física, isto é, a atração para a forma ou corpo bonito, mas transcende gradualmente o amor pela Beleza Suprema. Este conceito de Eros Divino é posteriormente transformado no termo amor platônico. Eros vulgar e Eros divino são ambos conectados e fazem parte do mesmo processo contínuo de buscar a totalidade do próprio ser, com o objetivo de consertar a natureza humana, chegando finalmente a um ponto de unidade onde não há mais uma aspiração de mudar.
"Eros é [...] um momento de transcendência [...] na medida em que o outro nunca pode ser possuído sem ser aniquilado em seu status de outro, momento em que cessariam o desejo e a transcendência [...] ] (84)

### Eros como um deus e como um daimon
No Simpósio, Eros é também discutido como o deus grego, com cada convidado da festa dando um elogio em elogio a Eros - mais especificamente, um dos interlocutores afirma que ele é o rei dos deuses:
"Portanto, é assim que afirmo que Eros é o mais antigo, mais honrado e mais competente dos deuses no que diz respeito à aquisição da virtude e da felicidade pelos seres humanos quando vivos e mortos". (180c, 8) - Platão citando o elogio de Fedro sobre Eros
Enquanto Diotima propõe que a genealogia de Eros é de que ele é filho de Poro (Estratagema) e Pênia (Pobreza), e afirma que ele não é um deus, mas um intermediário entre os deuses e homens: um grande espírito (em grego, daimon).

### Virtude
A virtude, de acordo com a filosofia grega, é o conceito de quão intimamente a realidade e a forma material se igualam à essência ideal e verdadeira de uma ideia, como a beleza. A virtude é o resultado da gravidez da alma. Essa definição varia consideravelmente da interpretação moderna do termo, onde a virtude equivale àquilo que é bom, positivo ou benevolente. Isso pode ser visto como uma forma de relatividade linguística.

As percepção de alguns autores modernos dos termos "virtude" e "bom", conforme traduzidos para a partir do Banquete é um bom indicador desse mal-entendido. Na citação a seguir, o autor simplifica a ideia da virtude como simplesmente o que é "bom".
"[...] o que é bom é bonito, e o que é bonito é bom [...]"

### Escada do Amor
A Escada do Amor (scala amoris) é nomeada como tal porque relaciona cada passo em direção ao Ser do Belo em si como degraus consecutivos de uma escada. Cada passo mais perto da verdade distancia ainda mais o amor da beleza do corpo, em direção ao amor que é mais concentrado na sabedoria e na essência da beleza.

A escada começa com a atração carnal de corpo por corpo, progredindo para um amor por corpo e alma. Eventualmente, com o tempo, com os consequentes degraus da escada, a ideia de beleza eventualmente não está mais conectada com um corpo, mas totalmente unida ao próprio Ser,  na Ideia do Belo.
"[...] seres humanos decentes devem ser gratificados, assim como aqueles que ainda não são decentes, para que se tornem mais decentes; e o amor dos decentes deve ser preservado". (187d, 17) - "Conclusão" de Erixímaco do discurso de Pausânias sobre Eros

## Evolução do amor platônico
Na Idade Média, surgiu um novo interesse em Platão, sua filosofia e sua visão do amor. Isso foi causado por Georgios Gemistos Pletão durante os conselhos de Ferrara e Firenze em 1438-1439. Mais tarde, em 1469, Marsilio Ficino apresentou uma teoria do amor neoplatônica, na qual define o amor como uma habilidade pessoal de um indivíduo que guia sua alma em direção aos processos cósmicos, aos elevados objetivos espirituais e às ideias celestiais (De Amore, Les Belles Lettres, 2012) O primeiro uso do sentido moderno do amor platônico é considerado uma invenção de Ficino em uma de suas cartas.
Os filósofos neoplatônicos do Renascimento estabeleceram então uma concepção deste amor como o ideal de amor humano. Castiglione e Bembo desenvolveram um conceito de "amor platônico" segundo o qual o homem supera a sensualidade quando a razão compreende que a beleza é tão mais perfeita quanto mais afastada está da matéria impura e corrupta. Por meio desse conhecimento, o amor se transforma em um "afeto platônico", que é a união exclusiva da mente e da vontade de ambos os amantes.
Retomando a escada do amor platônica, eles afirmaram que este afeto mútuo conduzirá a ambos à contemplação da beleza universal e, portanto, à contemplação de Deus. Desta ideia se compreende que a concepção filosófica do amor ideal oferece uma justificativa para centralizar os valores da vida exclusivamente no amor humano que é legado de Deus, sem considerar todos os demais valores. Para os renascentistas, a tragédia está em que a natureza do homem combina a matéria com o espírito, e o corpo físico impulsiona fortemente a que se rompa o círculo cósmico do amor, quando ancorado num amor imperfeito, inferior.[carece de fontes?]
Embora as discussões de Platão sobre o amor tenham originalmente se centrado em relacionamentos sexuais e entre membros do mesmo sexo, o acadêmico Todd Reeser estuda como o significado do amor platônico no sentido original de Platão passou por uma transformação durante o Renascimento, levando ao sentido contemporâneo do amor heterossexual não sexual.
O termo em inglês remonta a The Platonic Lovers, de William Davenant (encenada em 1635); uma crítica da filosofia do amor platônico que era popular na corte de Carlos I. Por um breve período, o amor platônico foi um assunto da moda na corte real inglesa, especialmente no círculo em torno da rainha Henriqueta Maria, esposa do rei Carlos I. O amor platônico foi o tema de algumas das máscaras da corte realizadas na Era Carolina— embora a moda logo tenha diminuído sob pressões de mudança social e política.

### Sete tipos de amor
Ao longo dessas eras, o amor platônico foi lentamente categorizado em diferentes subseções, que foram:
- Eros, reduzido no senso comum a um amor sexual ou apaixonado, ou uma perspectiva moderna do amor romântico.
- Philia é o tipo de amor direcionado à amizade ou à boa vontade, e muitas vezes recebe benefícios mútuos que também podem ser formados por companheirismo, confiabilidade e confiança.
- Storge é o tipo de amor encontrado entre pais e filhos, e esse geralmente é um amor unilateral.
- Ágape é o amor universal, que pode consistir no amor a estranhos, natureza ou Deus.
- Ludus é um amor brincalhão e descomprometido, que é focado por diversão e, às vezes, como uma conquista sem amarras.
- Pragma é o tipo de amor que se baseia no dever e na razão e nos interesses de longo prazo.
- Philautia é amor próprio e isso pode ser saudável ou não; doentio se alguém se coloca acima dos deuses (ao ponto de húbris), e saudável se for usado para construir auto-estima e confiança.

Há um tipo de porosidade que permite que o amor se infiltre em um tipo e no próximo, fazendo com que eles se infiltrem e se cruzem. Para Platão, o amor visa coisas bonitas e boas, porque tal traz felicidade. Verdade e sabedoria são as mais confiáveis, bonitas e as melhores de todas as coisas boas, e é por isso que Platão sugere que o amor não é um deus, mas um filósofo.

## Paradoxo
Ironicamente, tanto o epônimo desta forma de amor - Platão - quanto os já referidos Sócrates e Ficino - falavam do amor como uma espécie de amizade pedagógica, mas também tinham especial atração sexual por jovens do sexo masculino. Os três possuíam este afeto puro pelos discípulos, mas nutriam interesse erótico por rapazes. O conceito de amor platônico surge, assim, num contexto em que se debatia a pederastia (homossexualidade) mundana contra o amor filosófico puro (castidade), decorrentes da visão contida nos escritos de Platão (Simpósio, Fedro, etc.).
John Addington Symonds, em "A Problem in Greek Ethics" ("Um problema na ética grega"), declara que: "...devotavam uma fervorosa admiração pela beleza dos rapazes. Ao tempo em que se declara defensor de um afeto moderado e generoso, se esforçam por utilizar o entusiasmo erótico como uma força capaz de guiar em direção à filosofia...". Para Linda Rapp, Ficino queria definir o amor platônico como "...uma relação que inclui a um só tempo o físico e o espiritual. Assim, na ótica de Ficino aquele amor é o desejo da beleza, enquanto representação do divino".
Levando-se em conta a definição atual do amor platônico, existe um paradoxo quando se leva em consideração a vida e os ensinamentos desses filósofos. Platão e os demais não ensinaram que a relação de um homem com um rapaz deveria possuir o interesse erótico, mas sim que o desejo pela beleza (em si mesma) do jovem deve ser o fundamento da amizade e amor entre ambos. Mas, reconhecendo que o desejo erótico do homem pelo jovem desvia as energias, é sábio resistir e opor-se o Eros (amor) de sua expressão sexual, canalizando-se as forças para as esferas intelectuais e emocionais.
Para resolver esta confusão, estudiosos franceses julgaram melhor estabelecer uma distinção entre o "amour platonique" (acepção de amor não-sexual) e "amour platonicien" (o amor segundo Platão). Entretanto, quando a expressão "amor platônico" é utilizada modernamente, não se leva em consideração esta diversidade da visão do amor por Platão.
A interpretação de amor platônico como manifestação do Eros masculino, mesmo que não consumado, está ligado à construção de uma identidade homossexual, e o modelo cultural da amizade platônica (pederastia) era usada por estudantes homossexuais desde o início da Renascença.

## Literatura e poesia
Justamente por sua acepção homossexual, o Amor platônico foi compreendido como algo elevado, ligado à alma, pois não destinava-se a procriação. No romantismo - sinônimo do amor inatingível do qual o amante teria a satisfação no espírito - o sentimento de amor, por si, já se basta.
Em contraposição, o amor socrático seria aquele referente à pederastia, ou à atração erótica do mestre por seu discípulo.
Platão defendia que o Verdadeiro Amor nunca deveria ser concretizado, pois quando se ama tende-se a cultuar a pessoa amada com as virtudes do que é perfeito. Quando esse amor é concretizado, não raro aparecem os nativos defeitos de caráter da pessoa amada.